# Sibolga

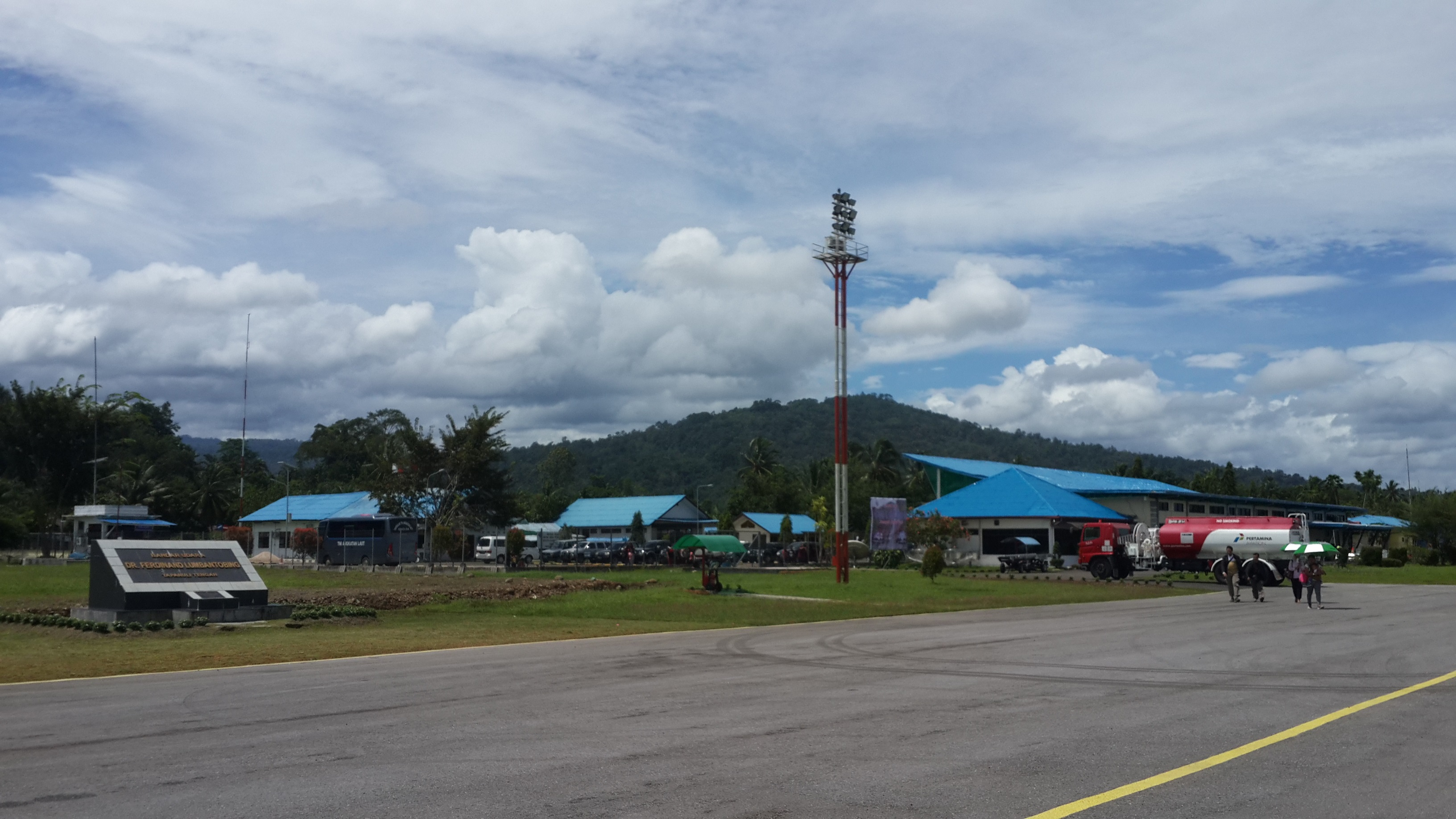
Ferdinand Lumban Tobing Airport, Sibologa, Noord-Sumatra, Indonesië

Sibolga, oude spelling Siboga, is een stadsgemeente op het eiland Sumatra in Indonesië. Het ligt aan de westkust in de provincie Noord-Sumatra (Sumatra Utara) richting de Indische Oceaan. (De oude naam Siboga werd ook gebruikt in de Regeerings-Almanak van Nederlands-Indië.)
Het ligt aan een natuurlijke baai en de omgeving (vooral de eilandjes (o.a. Poncan Ketik)in de baai) kent witte stranden.

## Geschiedenis
De oorspronkelijke bevolking bestaat uit Batakkers. Doordat het stadje bijna een eeuw geleden economisch ging bloeien, hebben zich er ook andere bevolkingsgroepen gevestigd. Vooral in de jaren dertig van de twintigste eeuw beleefde de stad een grote bloei door de grote wereldvraag naar rubber en wierook die in het binnenland geproduceerd wordt. Daarnaast werden en worden ook andere tropische producten van hieruit geëxporteerd.
Door een actieve missiepolitiek sinds de twintigste eeuw zijn er katholieke kerken en scholen en is een behoorlijk percentage van de bevolking rooms-katholiek. Het is tevens een bisdom met een bisschop.
De stad heeft ondanks de nabijheid bij het epicentrum geen grote schade opgelopen door de tsunami van 2004.

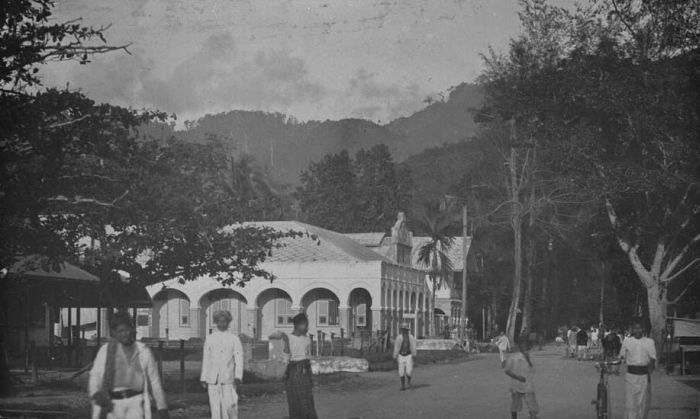
De "Heerenweg" in Siboga, ca. 1917
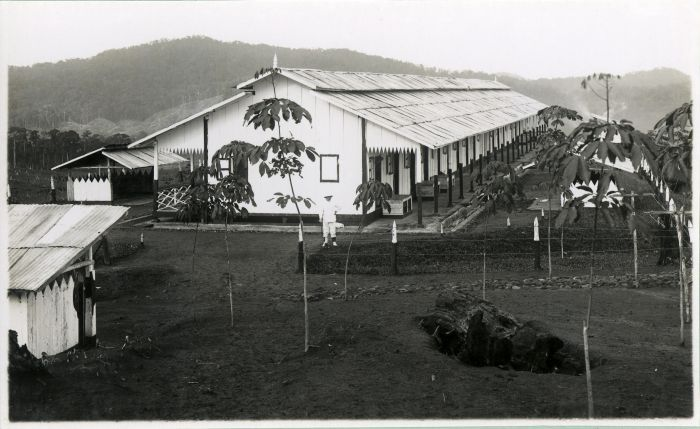
Javanenwoningen op de rubberplantage "Malonboe Estate" onderdeel van de Siboga Caoutchouc Plantage Maatschappij, 1919
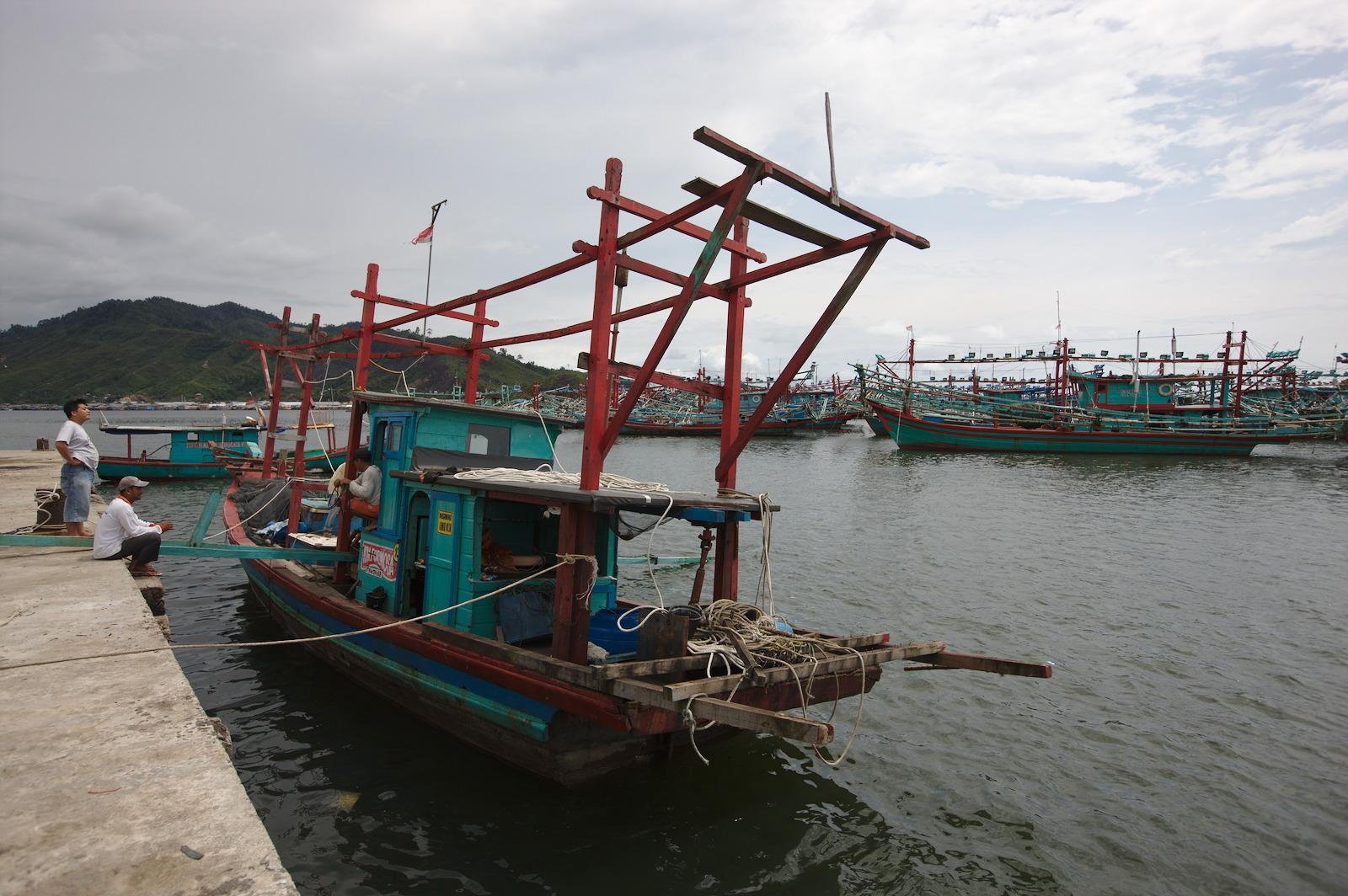
Vissersboot in Sibolga, 2003

## Onderdistricten
Bij de volkstelling van 2010 werd de stadsgemeente verdeeld in vier onderdistricten (de kecamatan). In deze onderdistricten liggen 17 plaatsen die een administratieve eenheid zijn.
| Naam                           | Opper vlakte in km2 | Inwoners Volks telling 2010 | Inwoners Volks telling 2020 | Aantal plaatsen Kelurahan /desa's | Plaatsen Kelurahan /desa's                                              | Post code    |
| ------------------------------ | ------------------- | --------------------------- | --------------------------- | --------------------------------- | ----------------------------------------------------------------------- | ------------ |
| Sibolga Utara (Noord Sibolga)  | 3,33                | 19.970                      | 21.383                      | 5                                 | Sibolga Ilir · Angin Nauli Huta Tonga Tonga Huta Barangan · Simare-Mare | 22511 -22514 |
| Sibolga Kota (Sibolga Stad)    | 2,73                | 14.304                      | 15.172                      | 4                                 | Kota Beringin · Pasar Baru Pasar Belakang · Pancuran Gerobak            | 22521 -22524 |
| Sibolga Selatan (Zuid Sibolga) | 3,14                | 30.082                      | 33.346                      | 4                                 | Aek Habil · Aek Manis Aek Parombunan · Aek Muara Pinang                 | 22533 -22538 |
| Sibolga Sambas                 | 1.57                | 20.125                      | 19.683                      | 4                                 | Pancuran Pinang · Pancuran Kerambil Pancuran Dewa · Pancuran Bambu      | 22531 -22535 |
| Totalen                        | 10,77               | 84.444                      | 89.584                      | 17                                |                                                                         |              |

## Verbindingen
- Het heeft een haven en er is een veerdienst met o.a. de eilanden Nias en Simeulue.
- Het ligt aan de Trans-Sumatra Snelweg.
- Het lokale vliegveld heet "Dr Ferdinand Lumban Tobing" (code WIMS).

## Geboren in Sibolga
- Augusta de Wit (1864-1939), romanschrijfster

## Panorama

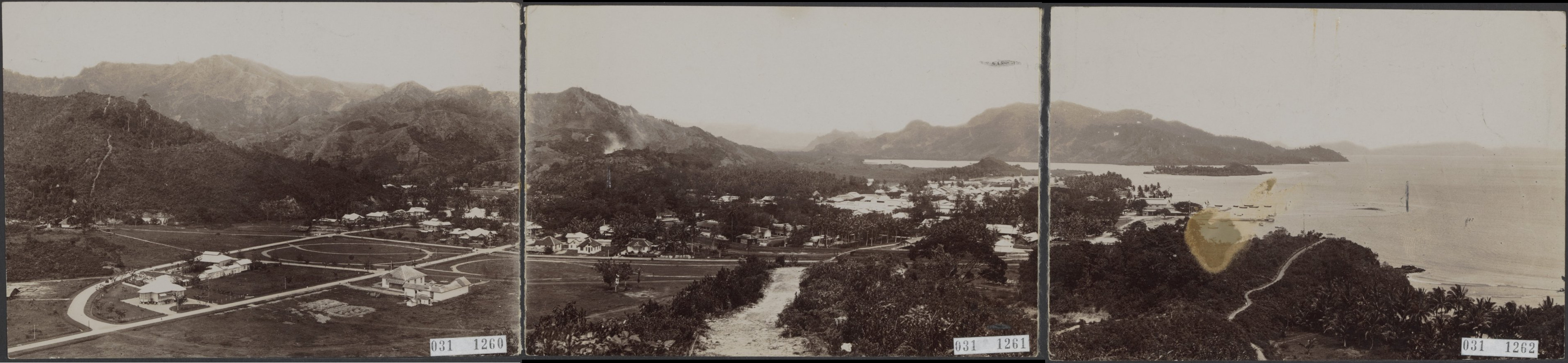
Panorama of Sibolga, 1928

## Topografische kaarten
- 1885 Midden Sumatra, 1883-1885 Gouvernement Sumatra's Westkust, Zuid gedeelten van de Res.Sumatra's-Oostkust, Afd. Lingga v.d. Res. Riouw en Onderh. en het Rijk Djamb (1:50.000)
- 1905 Schetskaartje van de administratieve indeeling regio Sibolga, Sumatra. schaal 1:80.000
- 1919 Atlas sekolah Hindia Nederland 1919
- 1944 Indonesia, regio Sibolga, U.S. Army Map Service (schaal 1:250.000)
- 1954 Indonesia, regio Sibolga, U.S. Army Map Service (schaal 1:250.000)
- 1926 Haven van Sibolga, Baai van Tapanuli
- 1945 Stadsplattegrond

- Library of Congress Control Number: n87876498
- MusicBrainz: 2c667a3f-7fef-47d1-acf5-de3a8ae44178
- Nationale Bibliotheek van Israël: 987007560278405171
- Virtual International Authority File: 125585198
- WorldCat: E39PBJy8mGVpYtWvPBjp96HKVC

Stadsgemeenten: Binjai · Gunung Sitoli · Medan · Pematang Siantar · Tanjung Balai · Tebing Tinggi · Padang Sidempuan · Sibolga

Regentschappen: Asahan · Batu Bara · Dairi · Deli Serdang · Humbang Hasundutan · Karo · Labuhan Batu · Labuhanbatu Selatan · Labuhanbatu Utara · Langkat · Mandailing Natal · Nias · Nias Barat · Nias Selatan · Nias Utara · Padang Lawas · Padang Lawas Utara · Pakpak Bharat · Samosir · Serdang Bedagai · Simalungun · Tapanuli Selatan · Tapanuli Tengah · Tapanuli Utara · Toba Samosir